# Xen
Xen — багатоплатформний гіпервізор, розроблений в комп'ютерній лабораторії Кембриджського університету і поширюваний на умовах ліцензії GPL.
Основні особливості Xen: підтримка режиму паравіртуалізації крім апаратної віртуалізації, мінімальність коду гіпервізора за рахунок виносу більшої частини компонентів за межі гіпервізора.

## Комерційні продукти
На основі Xen створено кілька комерційних продуктів для консолідації серверів. Зокрема це такі продукти, як:
- Citrix XenServer — комерційний продукт, є також безкоштовна версія XenServer, в якій відключені деякі функції. Стек управління — на основі xapi, є зовнішня програма управління Citrix XenCenter.
- Virtual Iron, з 2009 року права на продукт належать корпорації Oracle, з червня 2009 року продукт не розвивається і не поставляється замовникам.
- Sun xVM — спочатку Sun xVM hypervisor і Sun xVM Server на основі коду гіпервізора Xen для OpenSolaris. З травня 2009 року розробка xVM Server ведеться в рамках проекту Xen/OpenSolaris.
- Red Hat Enterprise Linux версії 5 (RHEL5) включає в себе опцію Virtualization на основі гіпевізора Xen і стека управління xend. Для управління використовуються virt-manager або libvirt/virsh. У RHEL6 для віртуалізації Xen не використовується, замість нього застосовується KVM, але є підтримка Xen в domU.
- Oracle Linux подібно Red Hat Enterprise Linux містить віртуалізацію на основі Xen для версії 5 і KVM для версії 6.
- SUSE Linux Enterprise Server версій SLES10 і SLES11 підтримують Xen чи KVM на вибір.

На основі Xen розроблено Qubes OS — операційну систему з підвищеною безпекою.